# Völkerschlachtdenkmal
Das Völkerschlachtdenkmal in Leipzig wurde 1898 bis 1913 unter der Leitung von Bruno Schmitz im Monumentalstil errichtet. Es erinnert an den entscheidenden 18. Oktober 1813 der Völkerschlacht bei Leipzig während der Befreiungskriege. Das Monument stellt einen Turm dar, in dem sich eine Ruhmeshalle und eine Krypta befinden. Mit einer Höhe von rund 91 Metern ist es das höchste Denkmal Europas.

## Geschichte

### Völkerschlacht bei Leipzig
Vom 16. bis 19. Oktober 1813 fand vor den Toren der Stadt Leipzig die sogenannte Völkerschlacht statt. Sie führte im Rahmen der Befreiungskriege zu einer Niederlage Napoleons gegen die Truppen Russlands,  Österreichs, Preußens und Schwedens. In der Schlacht, die bis zum Ersten Weltkrieg als die größte der Geschichte galt, kämpften Deutsche auf beiden Seiten. Bereits am 18. Oktober 1813 wurde die Völkerschlacht zugunsten der Verbündeten Preußen, Österreich, Russland, Schweden und weiterer europäischer Staaten entschieden.
Schon kurz nach der Schlacht gab es erste Pläne des Dichters Ernst Moritz Arndt (1769–1860) für ein Denkmal. Da Sachsen in der Schlacht auf Seiten Napoleons stand und dafür erhebliche territoriale Einbußen hinnehmen musste, war der Wille, dieser eigenen Niederlage ein Denkmal in Leipzig zu setzen, gering.
1863 wurde zum 50. Jahrestag feierlich ein Grundstein für ein Denkmal gelegt. Er befand sich an der heutigen Abzweigung der Naunhofer Straße von der Prager Straße. Aber bis zum Ende des 19. Jahrhunderts folgten keine ernstzunehmenden Umsetzungspläne für ein Denkmal. Dieser Grundstein wurde später beim Bau des Völkerschlachtdenkmals in das Fundament mit einbetoniert.

### Planung des Denkmals
1895 schrieb der Deutsche Patriotenbund einen Ideenwettbewerb aus, den der Architekt Karl Doflein aus Berlin gewann, Zweiter wurde Bernhard Schaede aus Charlottenburg. Im Herbst 1896 wurde ein zweiter Wettbewerb ausgeschrieben, an dem sich 72 deutsche Künstler beteiligten. Der Rat der Stadt Leipzig hatte hierfür 20.000 Mark zur Verfügung gestellt. Der 1. Preis wurde dem Entwurf „Walküre“ des Architekten Wilhelm Kreis zuerkannt, die weiteren Plätze belegten Otto Rieth (2. Preis), Karl Spaeth und Oskar Usbeck (3. Preis) sowie Bruno Schmitz (4.) und Arnold Hartmann (5.). Da keiner der Vorschläge den Vorstellungen des Vorsitzenden des Patriotenbundes Clemens Thieme entsprach, wurde im Folgejahr der Berliner Architekt Bruno Schmitz, der u. a. das Kyffhäuserdenkmal entworfen hatte, mit der Ausarbeitung eines neuen Entwurfs beauftragt.

### Bau des Denkmals
Der Grundstein für das Denkmal wurde am 18. Oktober 1898 im Südosten der Stadt gelegt. Das 42.500 Quadratmeter große Denkmalgelände wurde dem Deutschen Patriotenbund geschenksweise von der Stadt Leipzig überlassen. Errichtet wurde es nach Entwürfen von Bruno Schmitz. Bauherr war Clemens Thieme, auf den der Einbau der Krypta, der Wegfall des großen Steinkreuzes auf der Spitze, die Anbringung der 12 großen Ritterfiguren anstelle von glatten Pfeilern mit kleinen Ornamenten, Entwässerungsanlagen in den Pfeilern, ein Übergang über den Hauptsims in den runden Oberteil, die Ausführung einer dritten Sockelschicht, eine schlichtere Portalgestaltung in dem Rundbogen und die Gestaltung des Hauptsimses zurückzuführen sind. Finanziert wurde der Bau durch 26 speziell eingerichtete Lotterien und durch Spenden – u. a. auch von Bauherr Thieme.
Eine vom Bauleiter Otto Rudolph durchgeführte Untersuchung des Baugrundes mit Probebohrungen zwischen 10,5 und 19,2 m Tiefe und Probebelastungen ergab eine sehr diverse Lage und Stärke verschiedener Bodenschichten und führte zu der Entscheidung, die verfüllte Sandgrube für die Fundamente des Denkmals bis auf ihren Grund, 4,75 m unter Straßenniveau, komplett wieder auszuschachten. Diese Arbeiten nahmen fast zwei Jahre in Anspruch; über 82.000 Kubikmeter Erdreich wurden bewegt. Nach der Fertigstellung der Fundamente wurden die Stützmauern aufgestellt und die hinter den Stützmauern liegende Treppe entgegen den Ausführungen von Schmitz in einem „gefälligeren Steigungsverhältnis“ ausgeführt. Erste Reliefs und Figuren wurden angebracht.
Das erste Gerüst wurde nach dem Abschluss der Unterbauarbeiten mit den drei großen Sockelschichten errichtet; es war 54 m hoch und benötigte 700 Kubikmeter Holz. Eine größtenteils elektrische Anlage diente zum Betrieb von vier Steinwinden, zwei Steinaufzügen, zwei Pumpen, einer Betonmischmaschine und der Drahtseilbahn. Die Zwickel des Kugelgewölbes und die vier großen Rundbögen wurden gleichzeitig hochgezogen. Jeder Stein war dabei besonders errechnet und konstruiert, so dass alles ineinanderpasste. So waren danach an dem Kugelgewölbe keinerlei Nachbearbeitungen erforderlich.
Die Wendeltreppen sollten auch über den Hauptsims hinauf mit hochgeführt werden. Schmitz hielt dies für nicht mehr möglich und wollte eiserne Leitern verwenden. Daraufhin hat Otto Rudolph anhand eines Gipsmodells die Treppenführung durch die Figuren bis zur obersten Plattform berechnet.
Das Richtfest wurde am 18. Oktober 1911 gefeiert. Am 13. Mai 1912 wurde der Schlussstein eingefügt. Bis zur Einweihungsfeier wurden noch zahlreiche Bildhauerarbeiten im Inneren ausgeführt sowie die Rundbögen nachträglich geschlossen. Zum 100. Jahrestag der Völkerschlacht wurde das Denkmal am 18. Oktober 1913 eingeweiht. Hauptgast der Einweihungszeremonie war Kaiser Wilhelm II.; alle Bundesfürsten des Deutschen Reiches sowie zahlreiche weitere Honoratioren kamen ebenfalls. Sie fuhren in einem Autokorso vom Hauptbahnhof zum Denkmal am Stadtrand; tausende Menschen säumten den Weg.

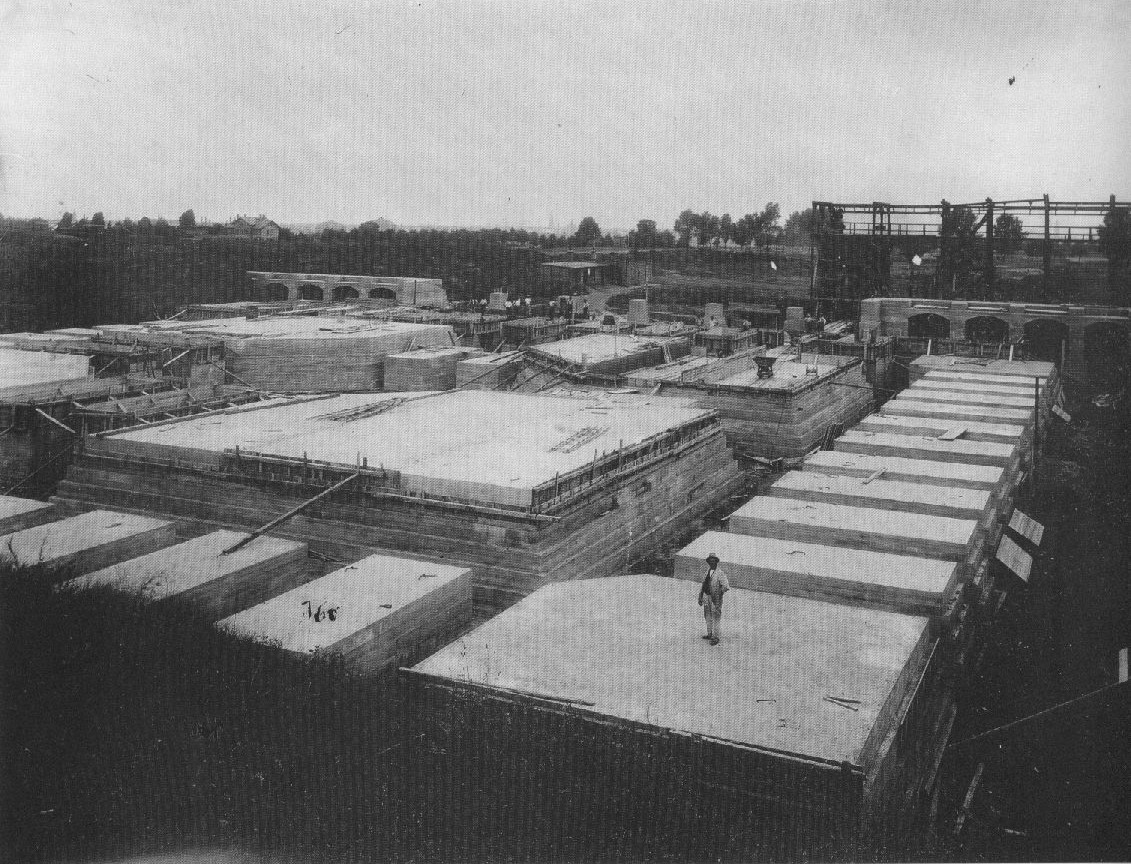
Fundamente (1902)
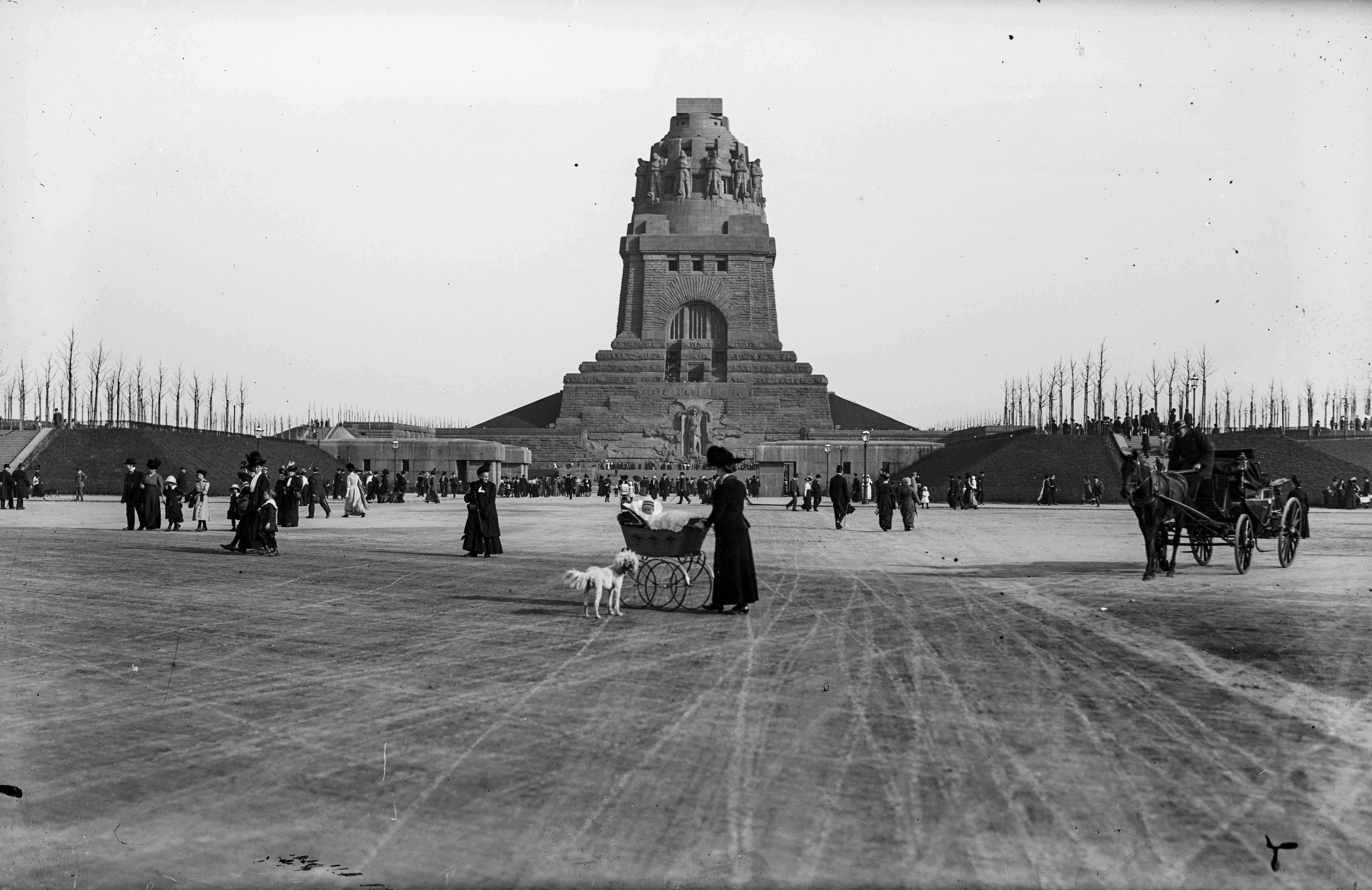
Völkerschlachtdenkmal (1913)
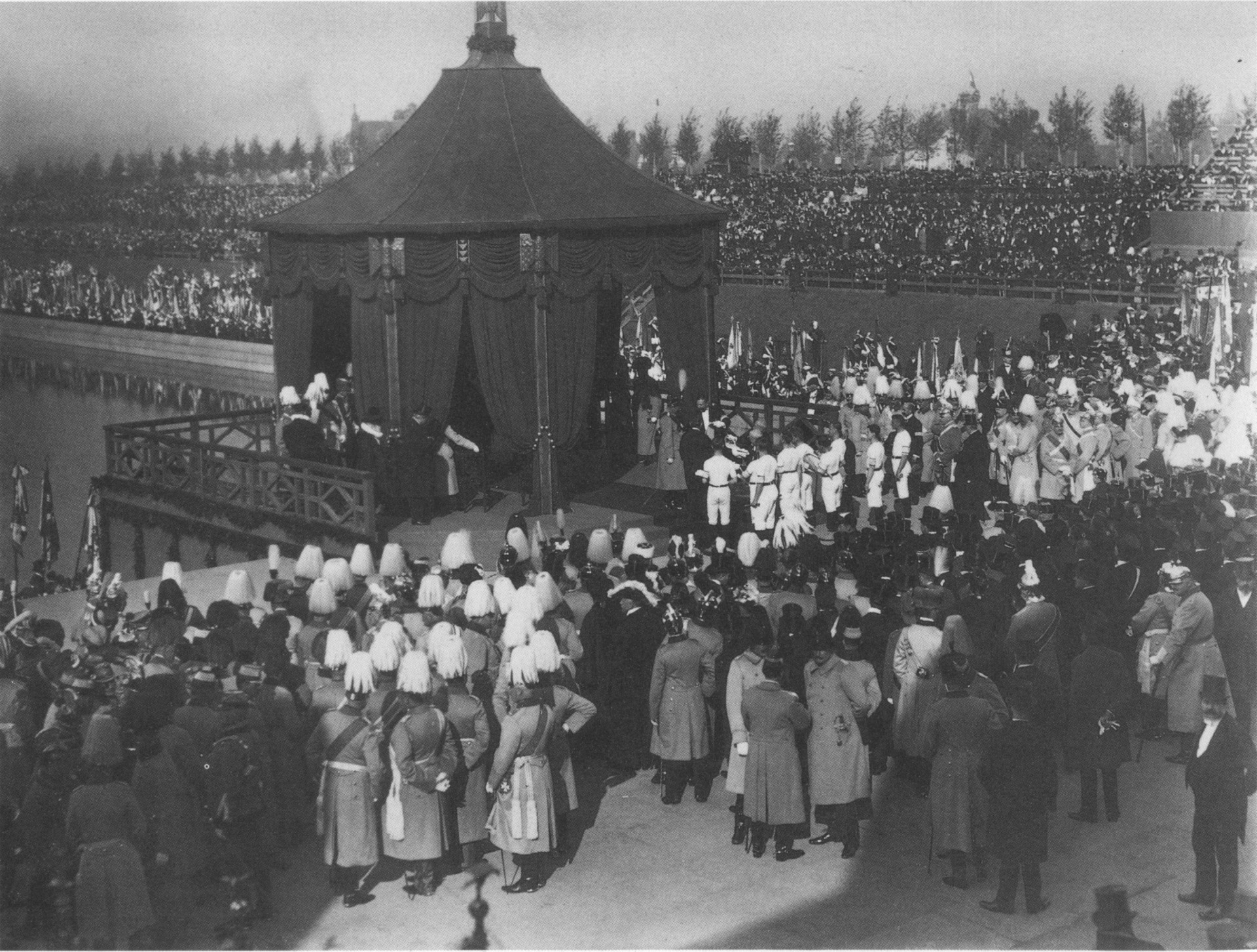
Kaiserzelt bei der Einweihung (1913)

### NS- und DDR-Zeit

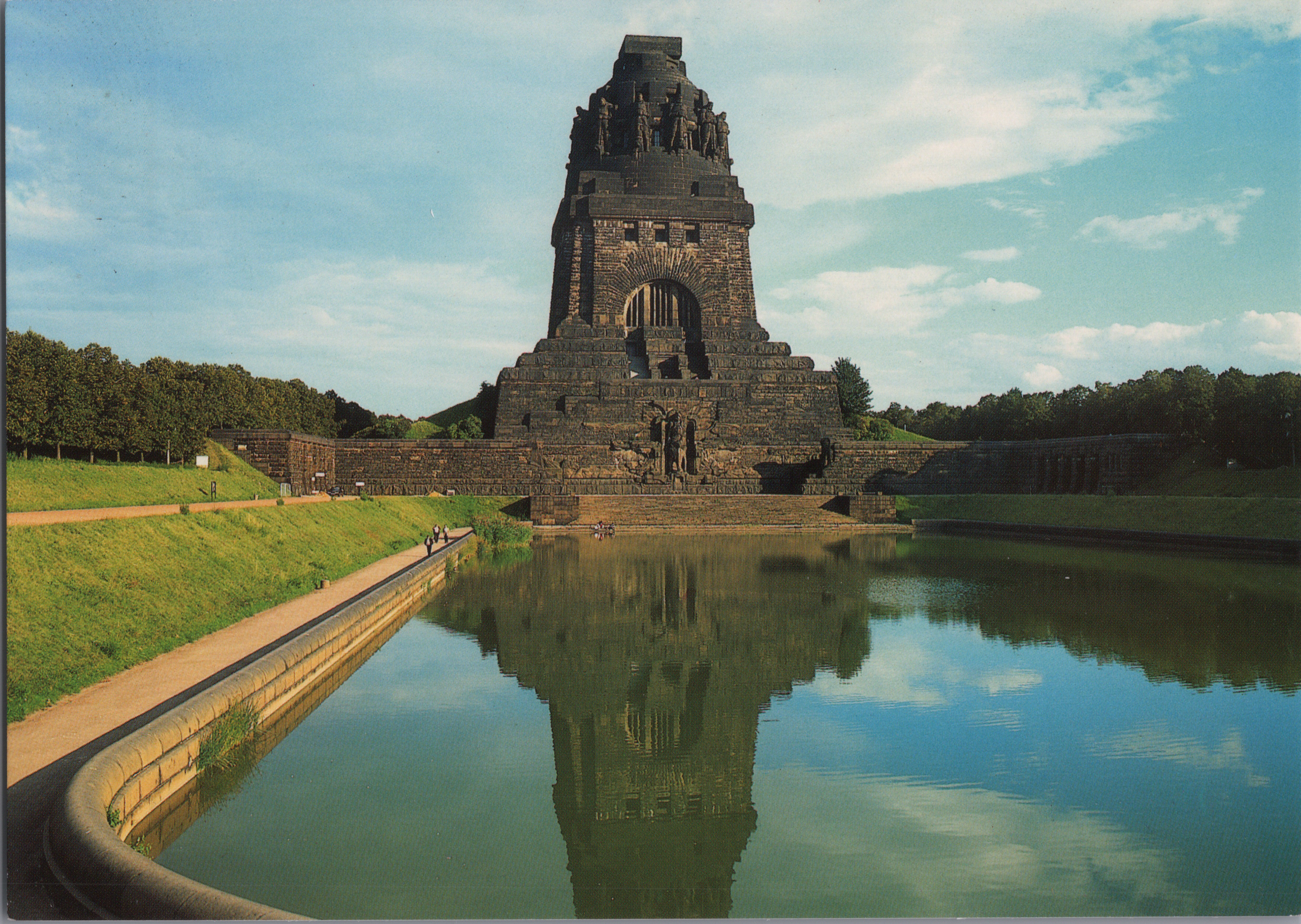
Baulicher Zustand um 1995 (Postkarte von Brück & Sohn)

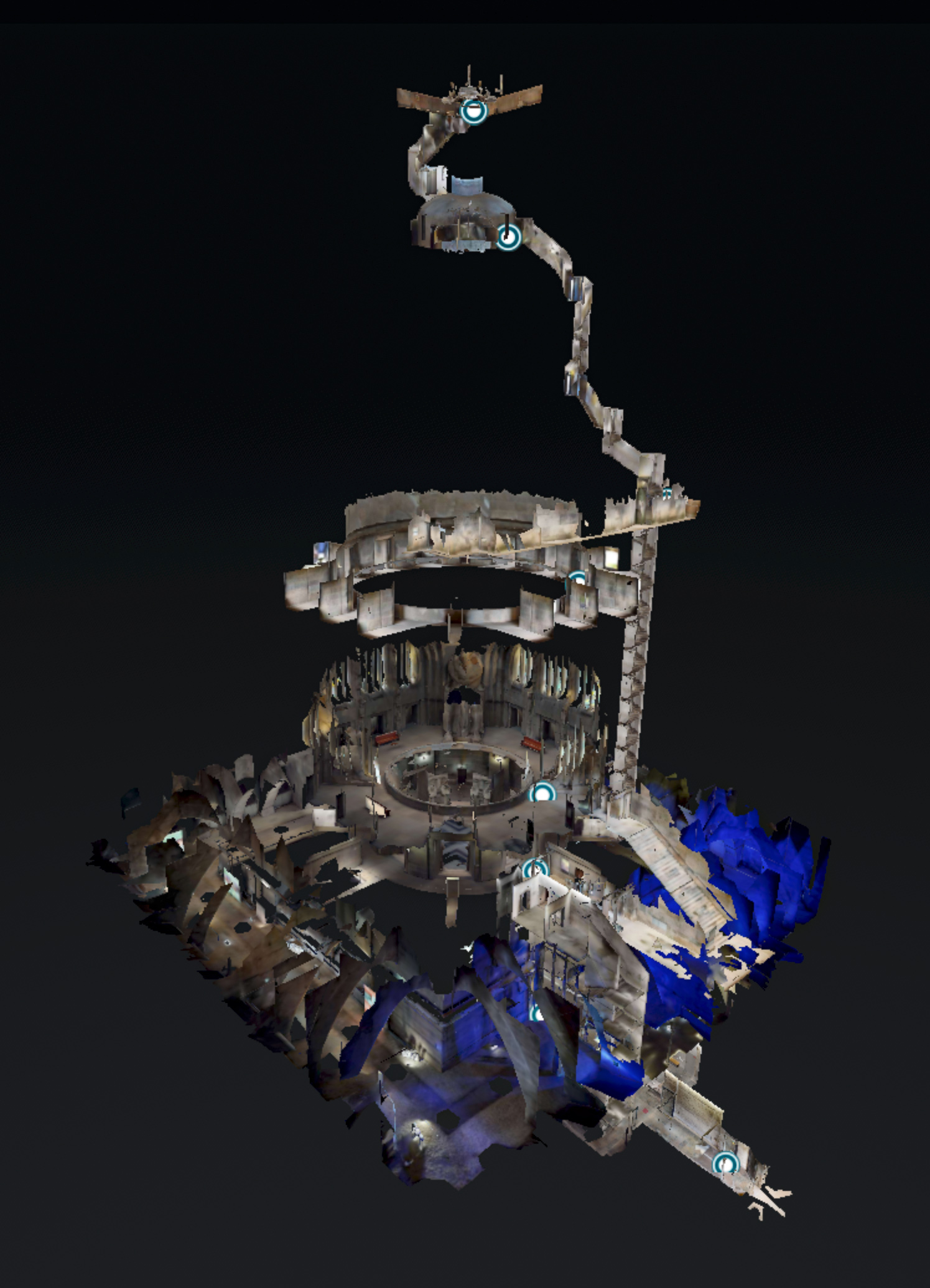
Ansicht des Innenaufbaus (aus 3D-Rundgang)

In der Zeit des Nationalsozialismus besuchte Adolf Hitler das Denkmal oftmals bei seinen Aufenthalten in Leipzig, und der Ort diente als Stätte von mythischer Bedeutung bei den Vereidigungszeremonien der NSDAP und verschiedener Einheiten der Wehrmacht. In der Endphase des Zweiten Weltkriegs im April 1945 verschanzten sich etwa 300 Soldaten der SS und Angehörige des Volkssturms gegen die angreifenden Amerikaner in dem Denkmal. Daraufhin kam es zu Schäden durch Artillerietreffer. In der Nacht zum 20. April 1945 ergaben sich die verbliebenen Kämpfer unter dem Kommando von Oberst Hans von Poncet und kamen in amerikanische Kriegsgefangenschaft.
Nach Kriegsende erwog die Regierung der DDR zunächst, das Denkmal zu zerstören. Schließlich erinnerte man sich aber daran, dass in der Völkerschlacht auch Russen auf deutscher Seite gekämpft hatten, und der Ort wandelte sich zu einem Monument der deutsch-sowjetischen Freundschaft bzw. Waffenbrüderschaft. Gelegentlich fanden am Denkmal auch Aufmärsche der Freien Deutschen Jugend und Zapfenstreiche der Nationalen Volksarmee statt.
Der westdeutsche Historiker Thomas Nipperdey charakterisierte das Denkmal 1968 als eines der „nationalen Sammlung“ bzw. der „nationalen Konzentration“, in dem sich die Nation vor dem Hintergrund des Sieges einer Völkerkoalition als „geschlossene Volksgemeinschaft und als Macht versteht“.

### Sanierung 2003–2017
Das umgangssprachlich „Völki“ genannte Denkmal gehört einer Stiftung des öffentlichen Rechts der Stadt Leipzig und ist Einrichtung des Stadtgeschichtlichen Museums Leipzig. Rund 300.000 Menschen besuchen das Monument pro Jahr.
Im Jahr 2003 begannen Rekonstruktions- und Sanierungsmaßnahmen. Ursprünglich sollten diese bis zum 200. Jahrestag der Völkerschlacht im Jahr 2013 beendet werden. Dieses Ziel wurde für das eigentliche Denkmal erreicht; die Sanierung der Außenanlagen sollte im Frühjahr 2019 abgeschlossen werden. Die Kosten sollen etwa 30 Millionen Euro betragen. Sie werden aufgebracht von der „Stiftung Völkerschlachtdenkmal“, dem Freistaat Sachsen, der Stadt Leipzig und Spendern.
Während der Sanierungsarbeiten wurde auch die im Zweiten Weltkrieg zerstörte und ursprünglich von August Unger entworfene Verglasung der vier Themenfenster in der Ruhmeshalle rekonstruiert. Auf der Grundlage spärlichen Bildmaterials wurde der Wernigeröder Glasgestalter Günter Grohs mit dieser Aufgabe betraut. In mehreren Teilschritten konnte die rotbräunliche Rechteckverglasung aus der Nachkriegszeit entfernt und durch die neuen Fenster ersetzt werden. Die Realisierung des Fensterprojektes erfolgte in den Glaswerkstätten F. Schneemelcher, Quedlinburg, und wurde im Jahr 2012 vollendet.
2003 wurde der nach dem Zweiten Weltkrieg entfernte Personenaufzug zwischen Krypta und Außenrundgang wieder hergestellt und 2006 durch einen zweiten vom Fundamentbereich bis zur Krypta ergänzt. Zu dessen Zugang wurde die vorher nur im Bildprogramm angedeutete Tür zu Füßen der Michaelsfigur geöffnet. Zusammen mit den neuen Rampen auf dem Vorfeld wurde das Denkmal bis zur Höhe von 57 Metern barrierefrei und kann seit November 2019 auch virtuell begangen werden.
|  |  |

## Beschreibung

### Materialien
Das Denkmal wurde in seinen sichtbaren Teilen aus Beuchaer Granitporphyr, der von der Fa. G. Günther in Leipzig im Kirchbruch rund um die Bergkirche Beucha abgebaut wurde, errichtet. Abweichend davon heißt es in einer anderen Quelle, dass zum Bau des Völkerschlachtdenkmals 1911–1913 etwa 80 Prozent des Gesteins für die Außen- und Innen-Verkleidung des Beton-Bauwerks aus Beuchas Steinbruch Sorge – einem von damals sieben Steinbrüchen in und um Beucha – stammt; die Herkunft der verbleibenden 20 Prozent ist bislang offen.
Beim Bau des Völkerschlachtdenkmals und bei der Fertigung seiner Monumentalfiguren ist der Granitporphyr als Beuchaer Werkstein bekannt geworden. Für das Bauvorhaben wurden 26.500 Steinblöcke in Beucha gewonnen, bearbeitet und nach Leipzig gebracht.
Ausführendes Bauunternehmen war das Zementbaugeschäft Rudolf Wolle. Unter Verwendung von sächsischem Eisenportlandzement wurde das Fundament bis auf eine Höhe von 23 Metern über Straßenniveau ohne Schalungsgerüst aus Stampfbeton erstellt. Es wurde eine Art Gleitschalung verwendet (siehe Fotografie Fundamente). Das Denkmal besteht zu 90 Prozent aus Beton und galt seinerzeit als eines der bedeutendsten Betonbauwerke Deutschlands. Die im Denkmal befindliche Reiterkuppel wurde mit Hilfe einer verlorenen Schalung aus Gips erstellt. Die Armierung der Kuppel besteht zum großen Teil aus genietetem Profilstahl. Die Kuppel wurde 2010/2011 restauriert.
Die Zuschlagstoffe (Kies) wurden zunächst aus den Ausschachtungen der Baugrube entnommen, später mittels einer eigens errichteten 1,5 Kilometer langen Seilbahn aus einer Kiesgrube bei Dösen transportiert, die über den Südfriedhof und die angrenzenden Felder führte. Als Aufzugsantrieb wurde eine Lokomobile einbetoniert. Die Seilbahn lieferte täglich 140 Kubikmeter Kies. Die Antriebsräder dienten als Kettenrad des Aufzuges.
Unmittelbar vor dem Völkerschlachtdenkmal befindet sich ein künstlich angelegtes 162 × 79 Meter großes Wasserbecken, in dessen Wasseroberfläche sich das Monument spiegelt. Die Umfassung des Wasserbeckens ruht auf einer Pfahlgründung. Zu diesem Zweck entwickelte Rudolf Wolle vorgefertigte Säulen aus Eisenbeton, die auch patentiert wurden. Der Einsatz vieler Maschinen ermöglichte es, das Denkmal durch im Mittel nur 40 gleichzeitig tätige Arbeiter zu errichten. Ihr Wochenlohn betrug 9 Mark, das entspricht einem heutigen Gegenwert von etwa 76 Euro.

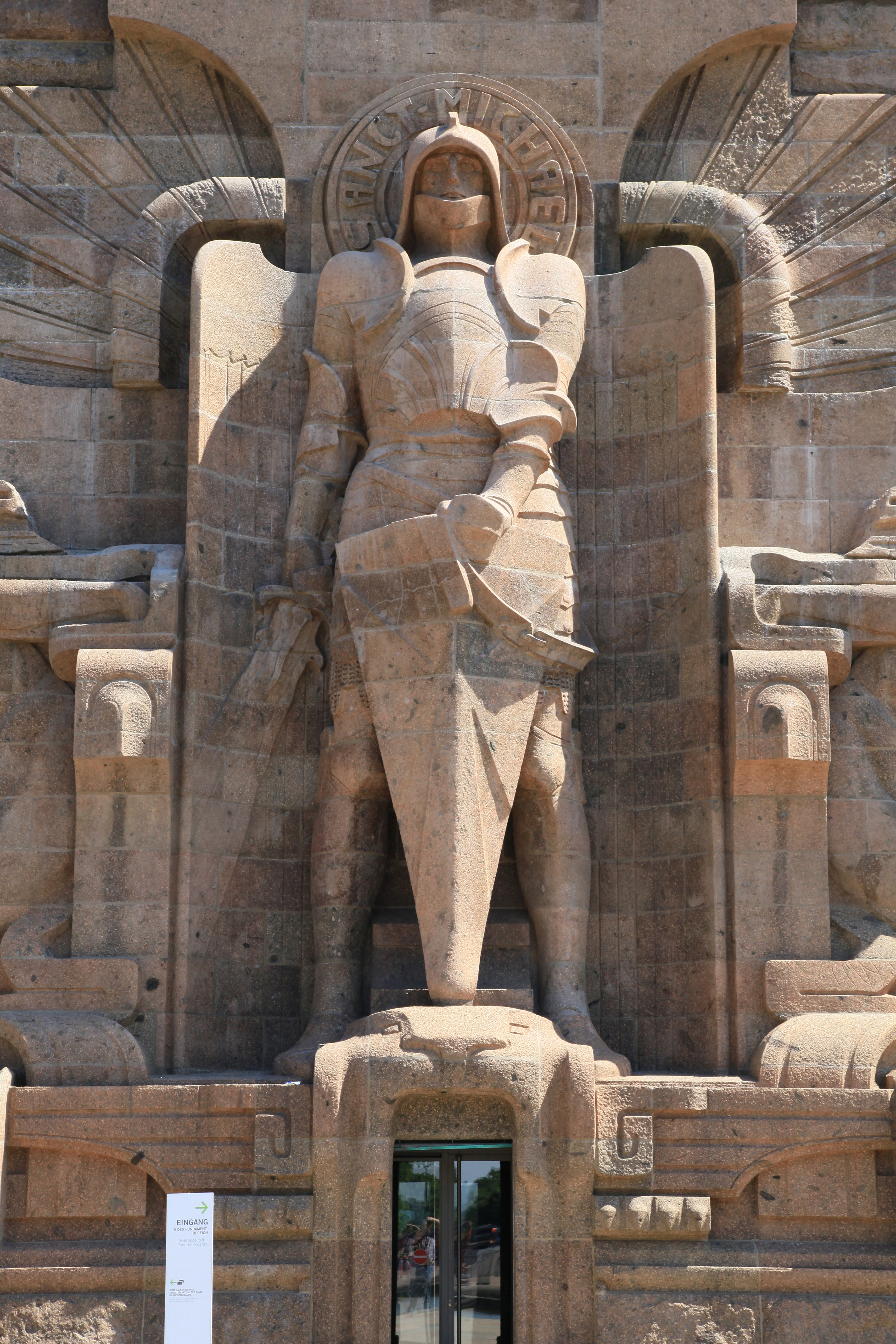
Michaelsfigur über dem Eingang
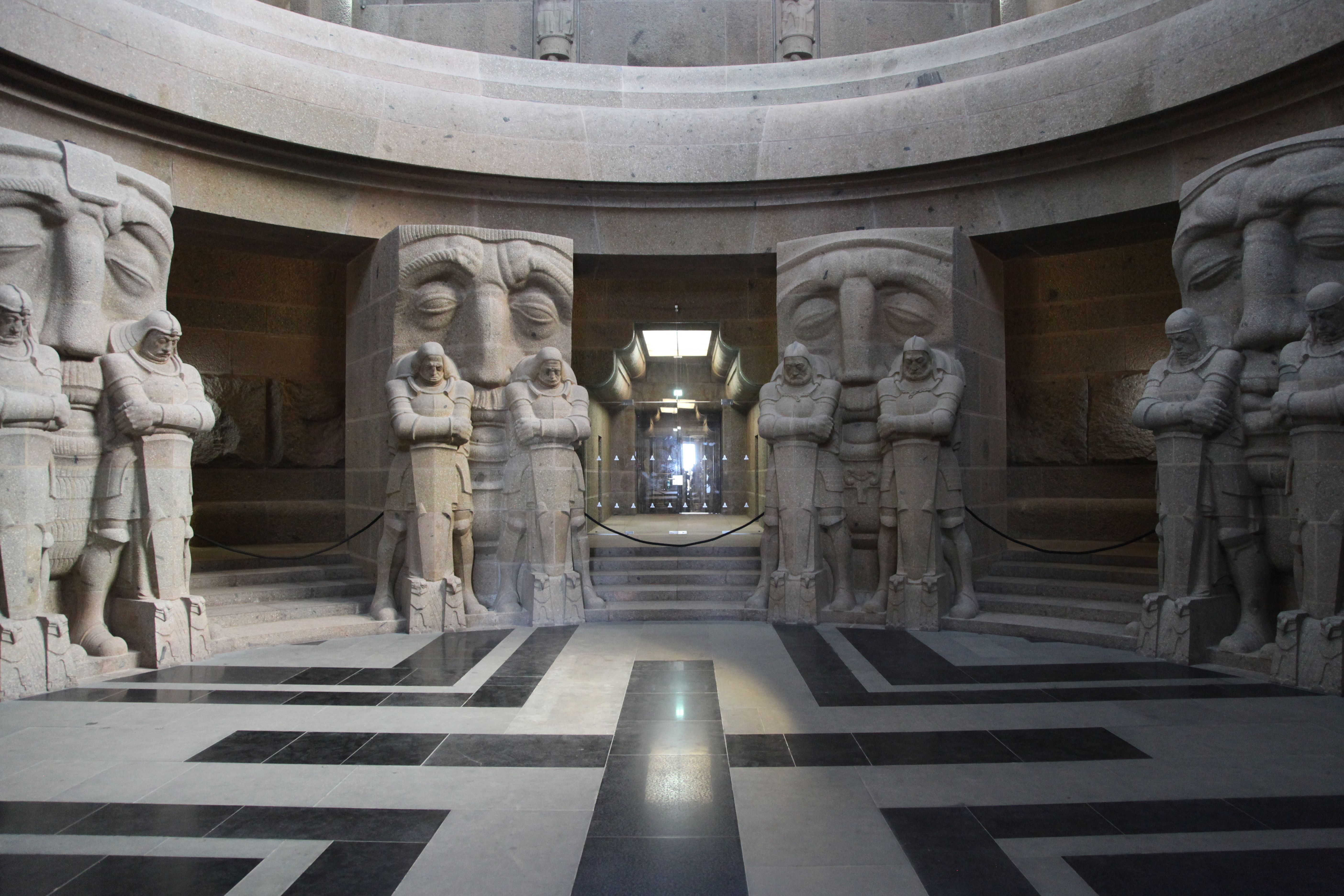
Totenwächter in der Krypta
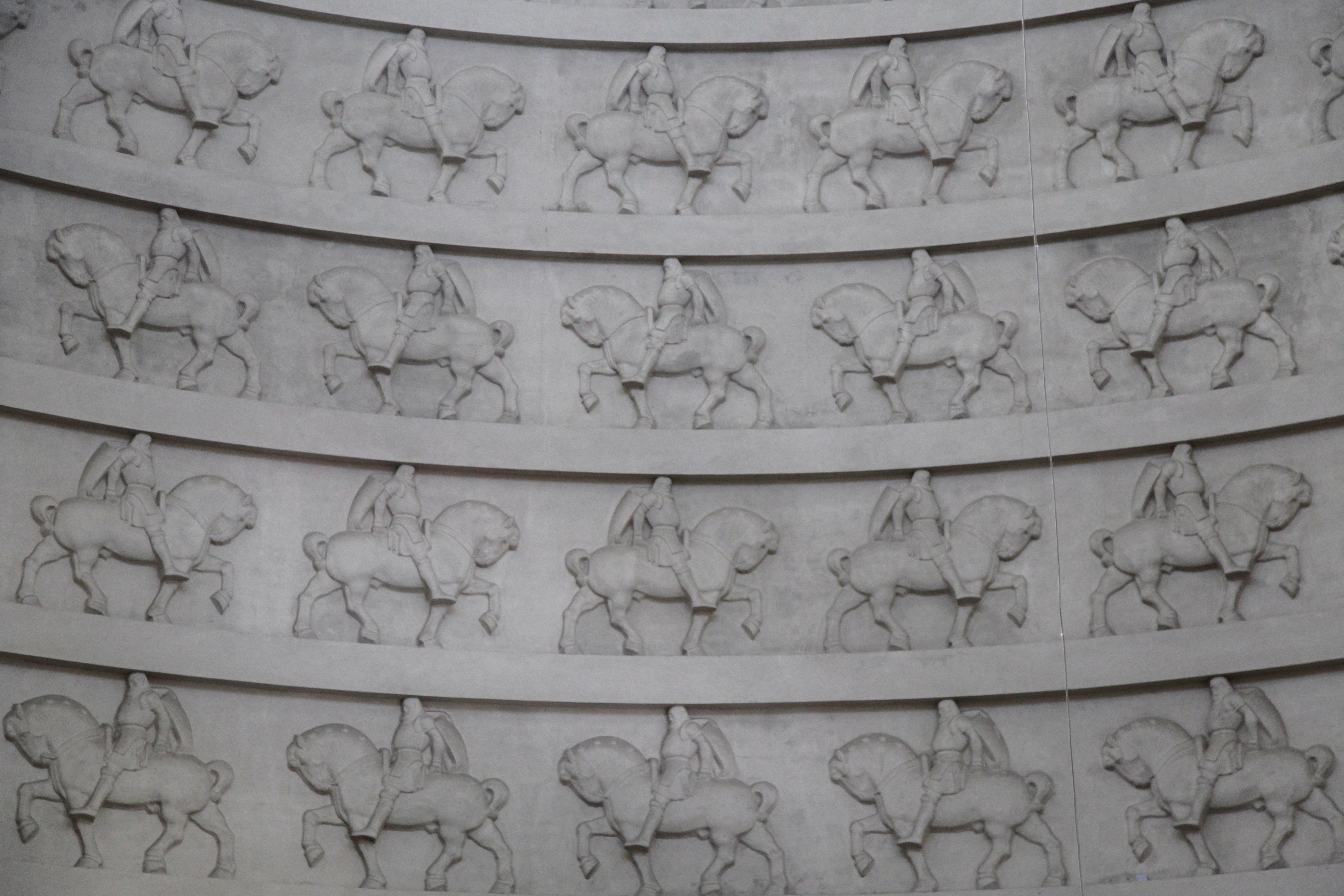
Reiterfiguren innerhalb der Kuppel
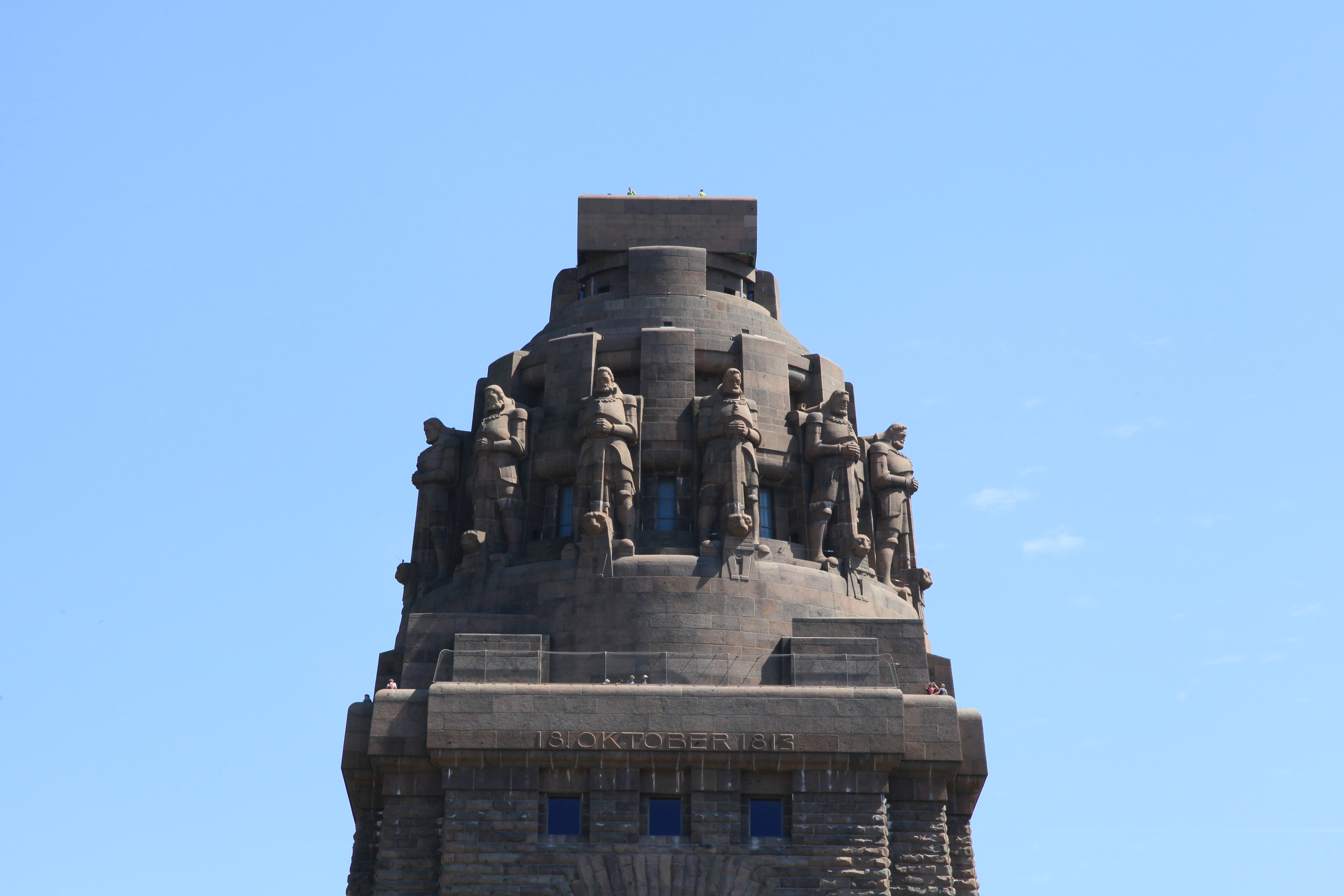
Freiheitswächter außerhalb der Kuppel
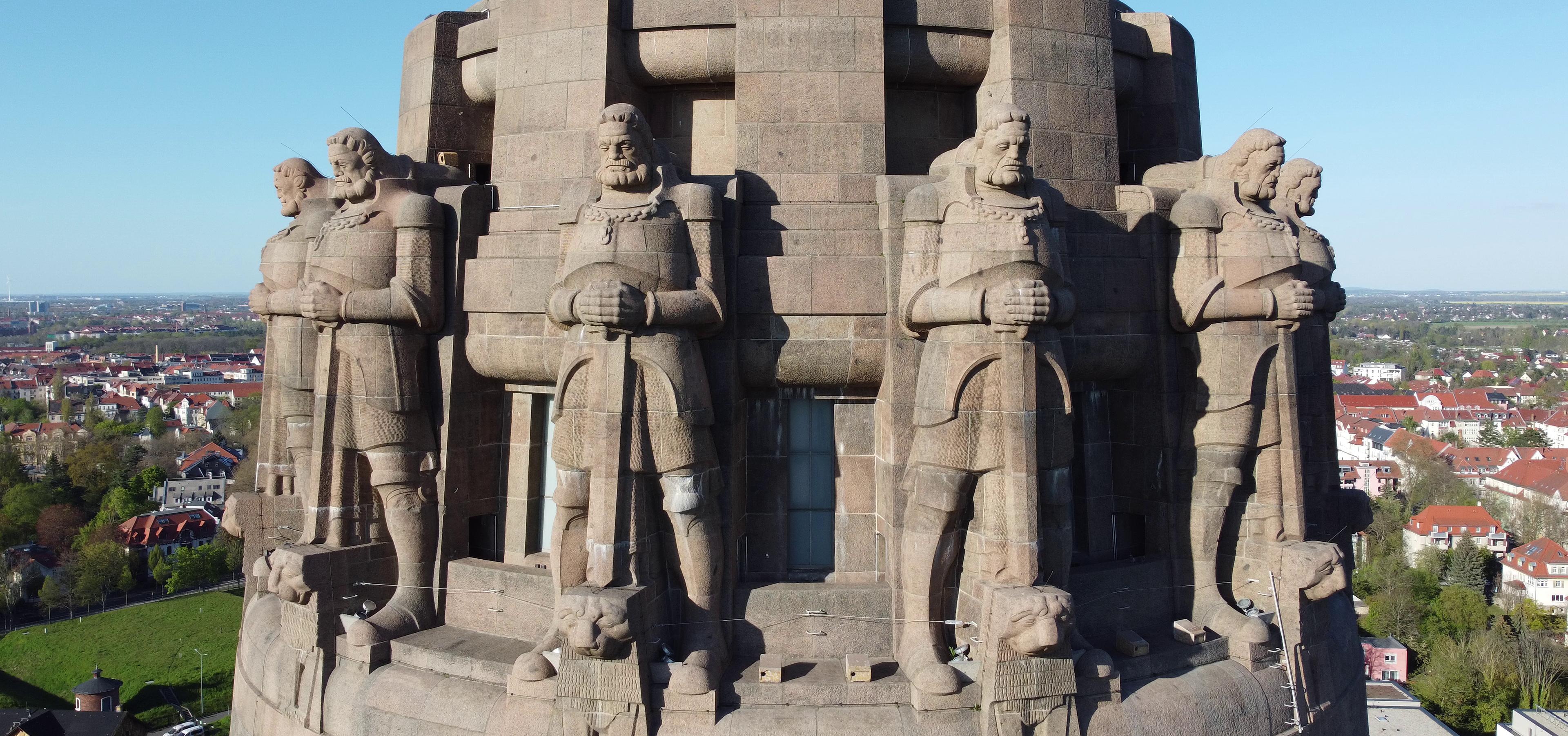
Ritterfiguren an der Stifterkuppel

### Architektur

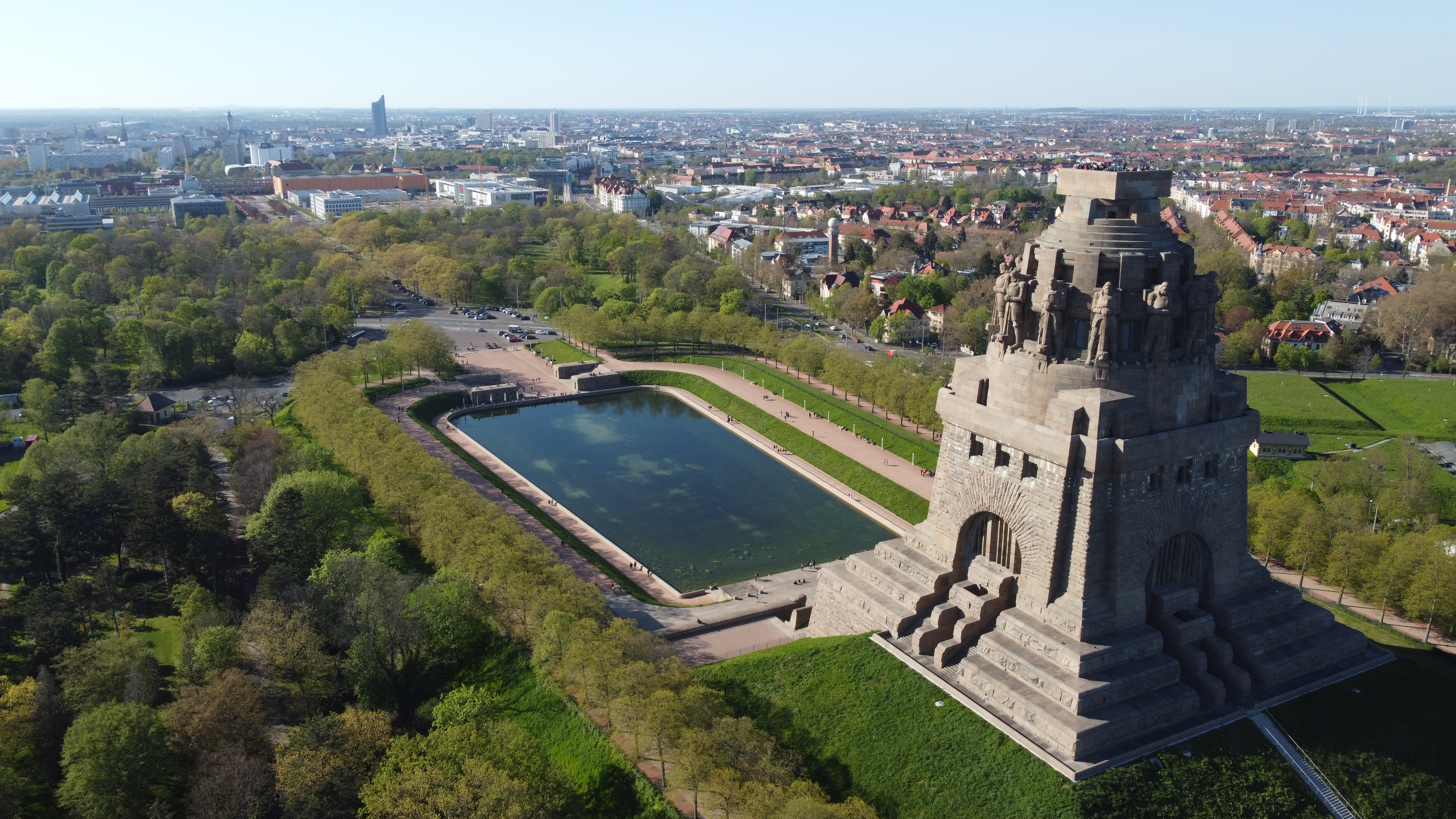
Luftaufnahme (2023)

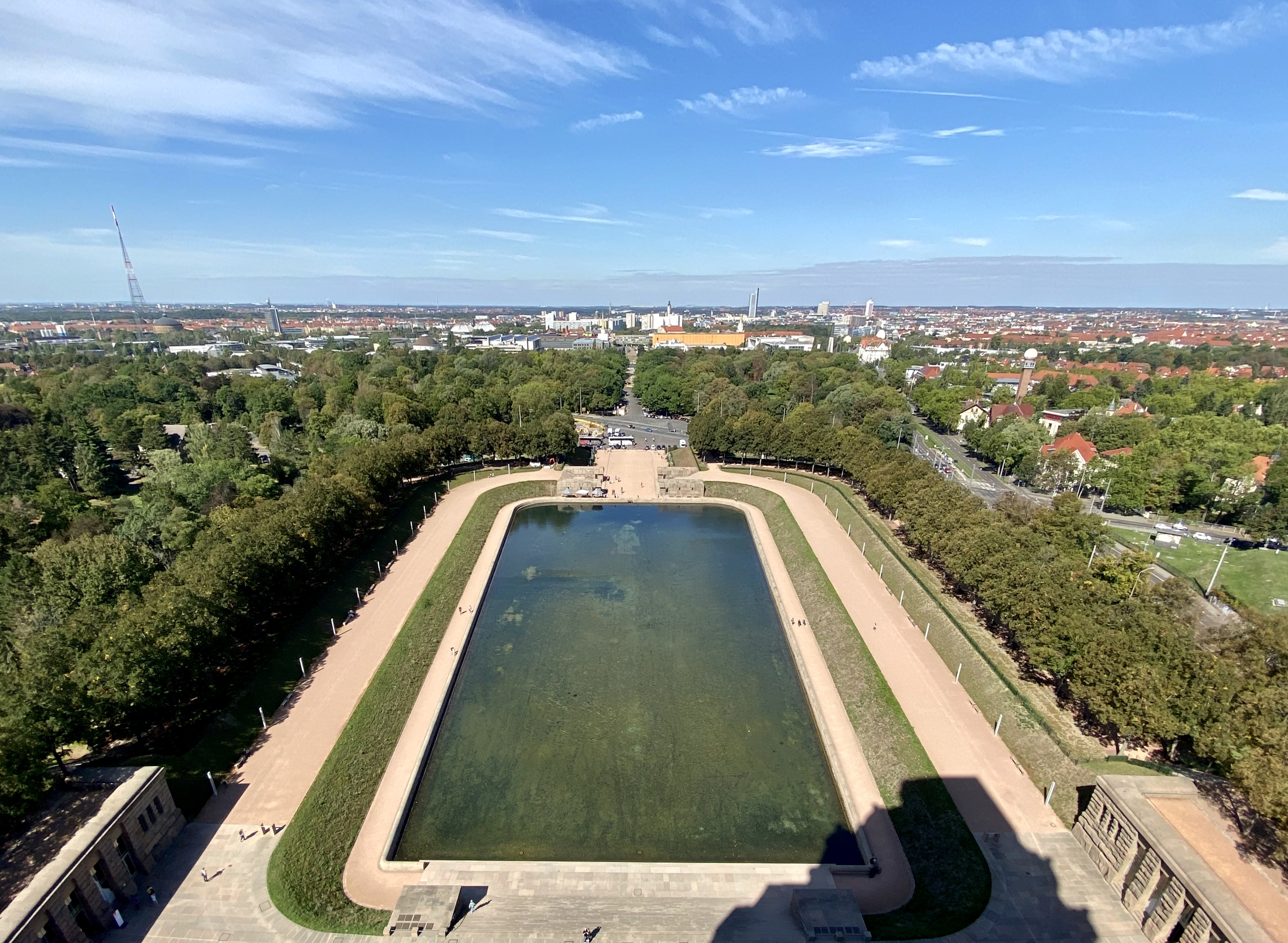
Aussicht vom Völkerschlachtdenkmal nach Nordwesten (2020)

Das Völkerschlachtdenkmal hat einen quadratischen Grundriss. Der untere Baukörper besteht aus einem Sockel, dem auf der Vorderseite eine breite Freitreppe mit einer Michaelsfigur vorgelagert ist. Er schließt mit einem mehrstufigen Aufbau ab, von dem aus auf allen Seiten drei schmale Treppen ins Innere führen. Der mittlere Baukörper besteht aus einem Kubus, in den auf allen Seiten unterhalb ein großer Bogen und oberhalb drei kleine Fenster eingelassen sind. Er schließt wiederum mit einem mehrstufigen Aufbau ab, um den ein schmaler Aussichtsumgang führt. Der obere Baukörper schließlich besteht aus einer Kuppel, die von zwölf monumentalen Wächterfiguren umgeben und einer quadratischen Aussichtsplattform bekrönt wird.
Das Völkerschlachtdenkmal ist (ab Straßenniveau gerechnet) 91 Meter hoch und steht, von Leipzig aus gesehen, in Richtung des Hauptbereiches des damaligen Kampfgeschehens. Vom Fuß des Sockels bis zur Aussichtsplattform auf der Spitze sind es 500 Stufen, die größtenteils in engen Wendeln nach oben führen. Bereits zur Eröffnung des Denkmals gab es einen Fahrstuhl von der Krypta zum Aussichtsumgang in 57 Metern Höhe.
Vor dem Denkmal befindet sich das 162 × 79 Meter große Wasserbecken, welches 1938 durch die Nationalsozialisten in See der Tränen um die gefallenen Soldaten umbenannt wurde, welcher die Tränen der Völker, die um die Gefallenen der Schlacht trauern, symbolisieren soll. Im Leipziger Volksmund ist diese Bezeichnung immer noch gebräuchlich.
Mit 91 Metern Höhe ist es das höchste Denkmal Europas und eines der bekannten Wahrzeichen Leipzigs. Es bildet eine weithin sichtbare Landmarke mit markanter Silhouette, das bei klarer Luft vom 105 Kilometer entfernten Fichtelberg zu sehen ist. Die New Yorker Freiheitsstatue ist zum Vergleich nur rund 2 Meter höher als das Leipziger Völkerschlachtdenkmal.

### Bildhauerei

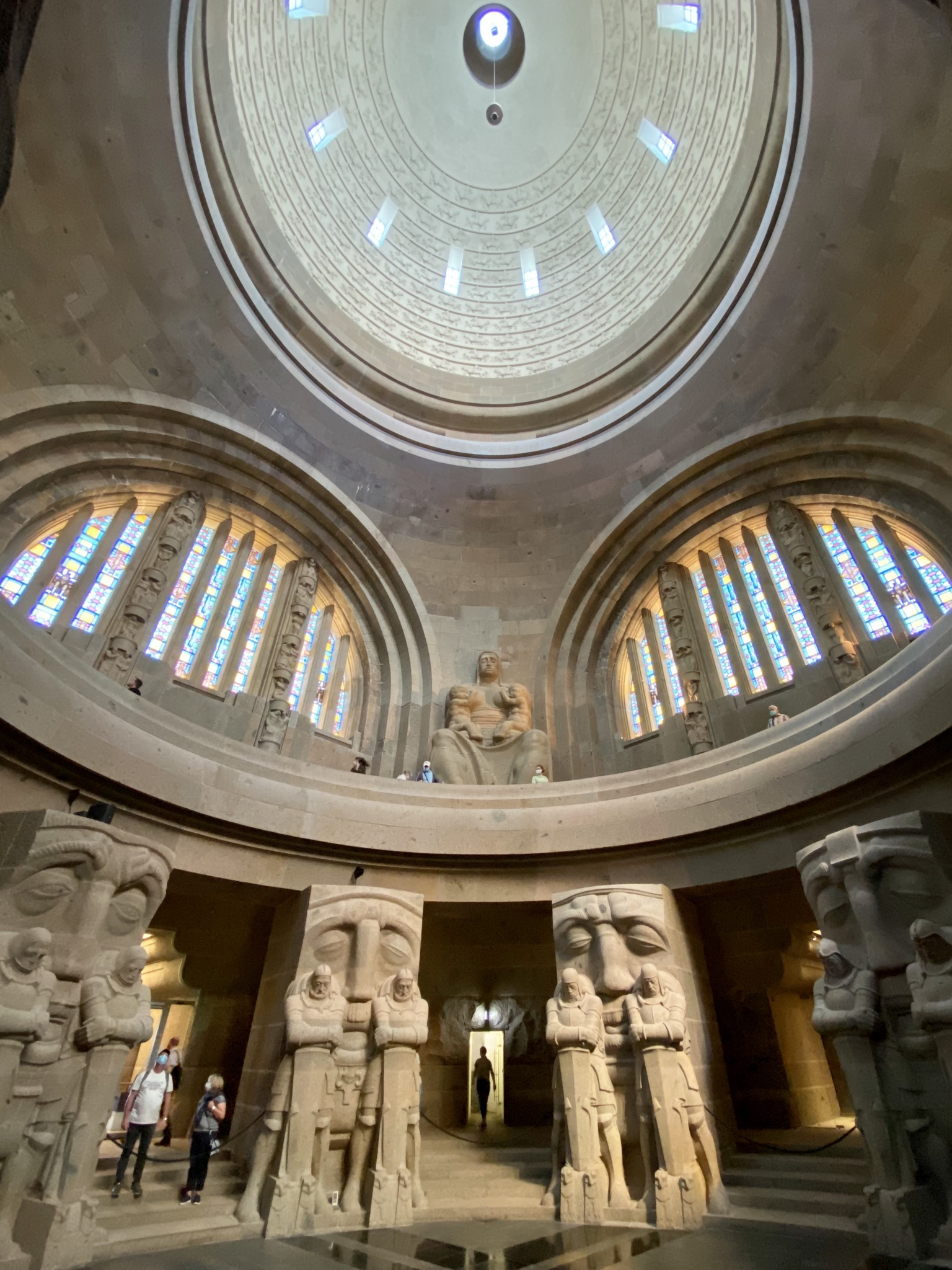
Gesamtansicht des Innenraums

Die bildhauerischen Elemente des Völkerschlachtdenkmals entstanden unter der Leitung von Christian Behrens und Franz Metzner. Sowohl außerhalb als auch innerhalb besitzt das Denkmal einen reichen Skulpturenschmuck. An der Außenwand des Kuppelbaus befinden sich zwölf kolossale Freiheitswächter. Sie stellen Ritterfiguren dar, die ihre Köpfe gesenkt haben und sich auf ihre Schwerter stützen. Am oberen Rand des Turmbaus steht die Inschrift „18. OKTOBER 1813“, welche sich auf den entscheidenden Tag der Völkerschlacht bezieht. Am oberen Rand der Freitreppe steht die Inschrift „GOTT MIT UNS“, welche sich auf den Schlachtruf der Preußen in den Befreiungskriegen bezieht. Über dem Haupteingang des Denkmals befindet sich eine monumentale St.-Michael-Figur. Im Heiligenschein der Figur, die vom Bildhauer Christian Behrens entworfen wurde, steht dementsprechend die Inschrift „SANCT MICHAEL“. Der Erzengel Michael gilt seit der siegreichen Schlacht auf dem Lechfeld am 10. August 955 als Schutzpatron Deutschlands. Zu seinen Seiten befinden sich zwei jeweils 19 Meter hohe und 30 Meter breite Reliefs, welche die Gefallenen der Völkerschlacht darstellen. Die Treppenwangen zieren Barbarossaköpfe.
Von der Freitreppe aus gelangt der Besucher in den Innenraum, der sich in die unterhalb gelegene Krypta und die oberhalb gelegene Ruhmeshalle teilt. Die Krypta stellt das symbolische Grab der mehr als 120.000 Gefallenen der Völkerschlacht dar. Die acht Pfeiler der Krypta sind als riesige Totenmasken ausgebildet, vor denen jeweils zwei monumentale Totenwächter stehen. Sie stellen Ritterfiguren dar, die ihre Köpfe gesenkt haben und sich auf ihre Schilde stützen. Darüber öffnet sich als zentraler Gedenkraum die Ruhmeshalle mit vier kolossalen Tugenden der Deutschen in den Befreiungskriegen: Volkskraft auf der Nordseite, Opferbereitschaft auf der Ostseite, Tapferkeit auf der Südseite, und Glaubensstärke auf der Westseite. Als Vorbilder der 9,5 Meter hohen Statuen dienten dem Bildhauer Franz Metzner die altägyptischen Memnonsäulen bei Theben. Die massiven Rundbögen zwischen den Tugendfiguren sind mit bunten Glasfenstern und schweren Eisentüren versehen, die der Ruhmeshalle den Anschein einer Kathedrale verleihen. Die Rundbögen teilen jeweils zwei Halbsäulen mit Hochreliefs, die trauernde Frauen und Männer darstellen. Den Abschluss des Figurenprogramms bilden 324 Reiterfiguren an der Innenwand des Kuppelbaus.
In unmittelbarer Nähe zum Denkmal befindet sich der Napoleonstein an der Stelle der ehemaligen Quandtschen Tabaksmühle, wo Napoleon am 18. Oktober 1813 seinen Befehlsstand eingerichtet hatte.

Tugendfiguren in der Ruhmeshalle
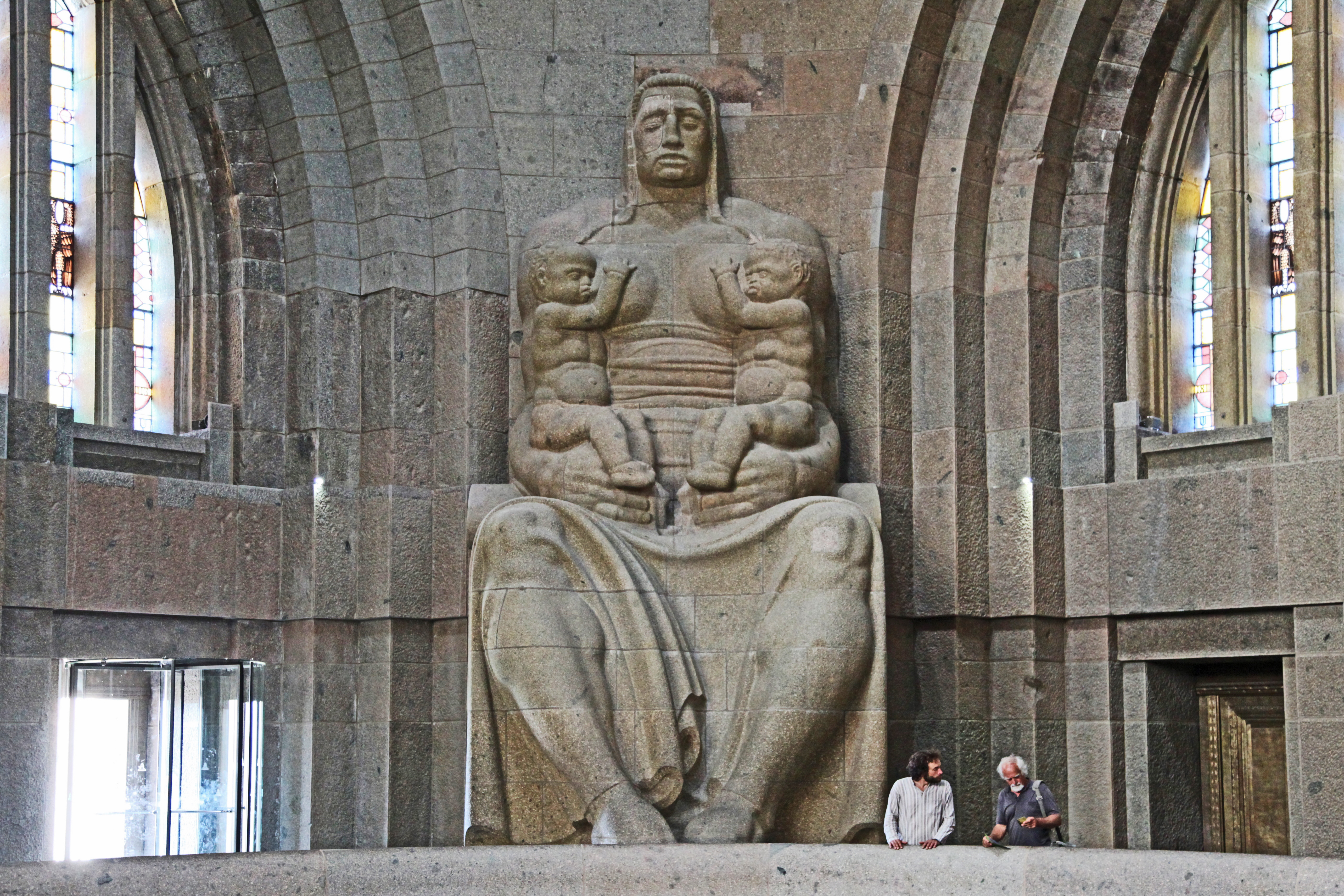
Volkeskraft
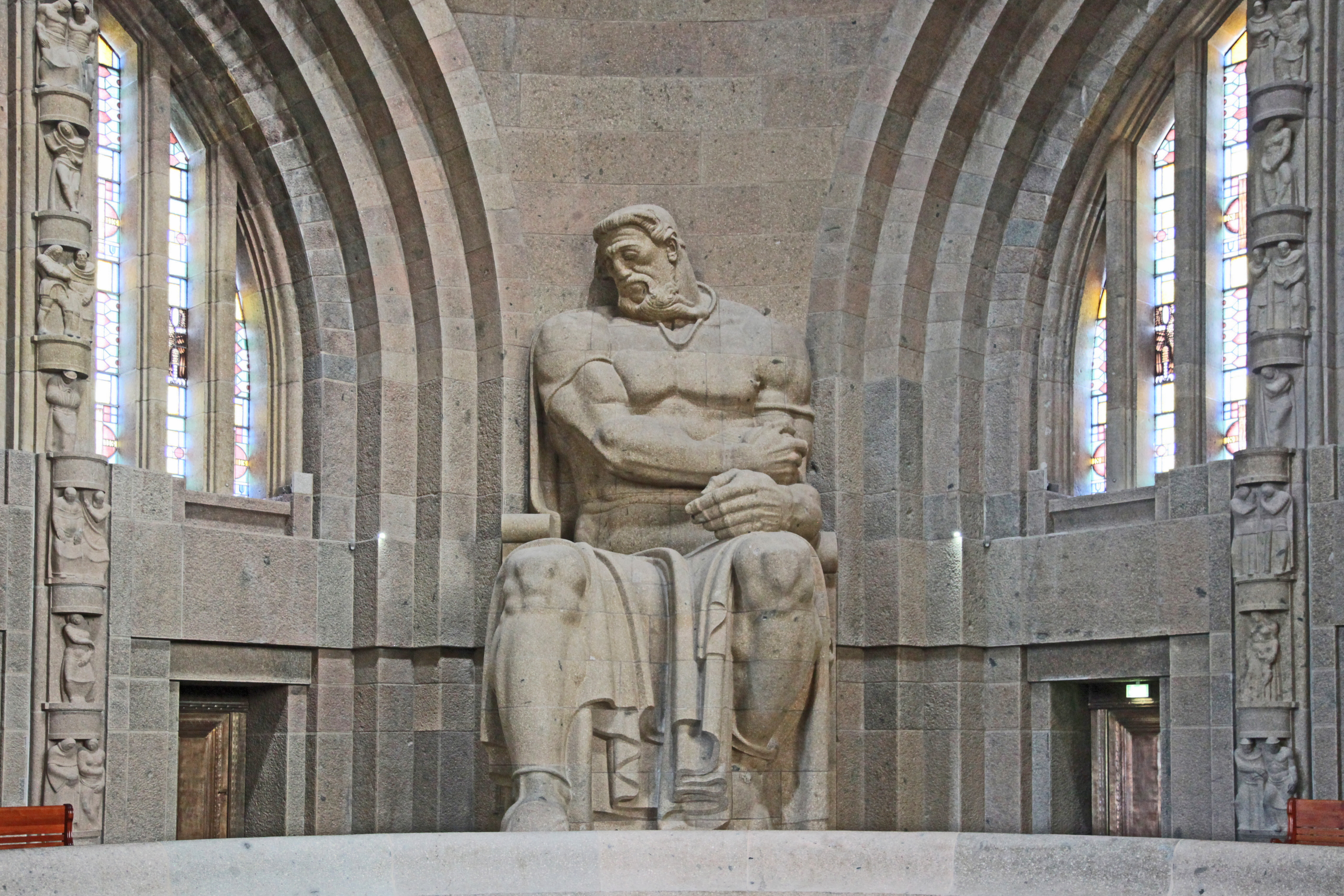
Opferbereitschaft
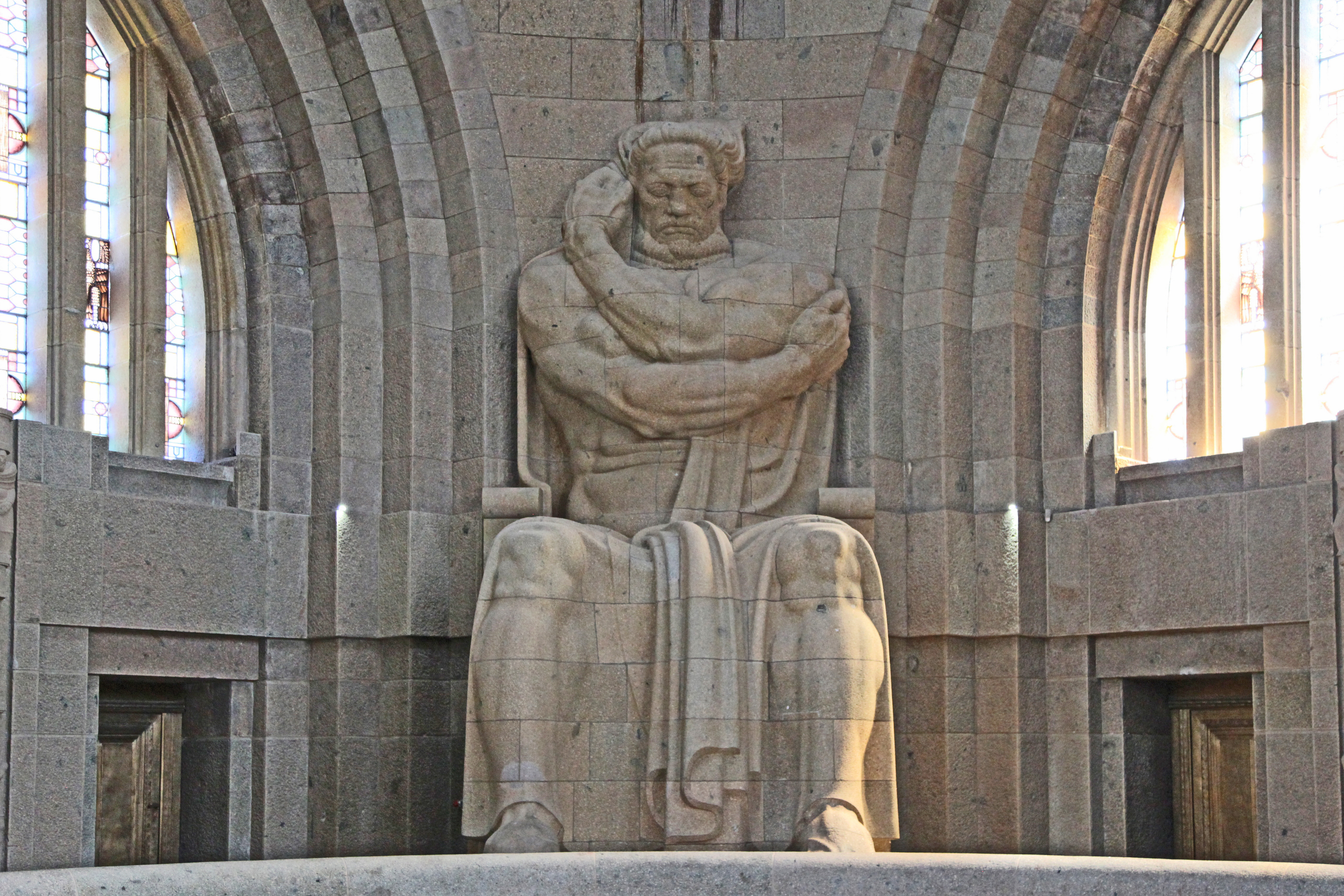
Tapferkeit
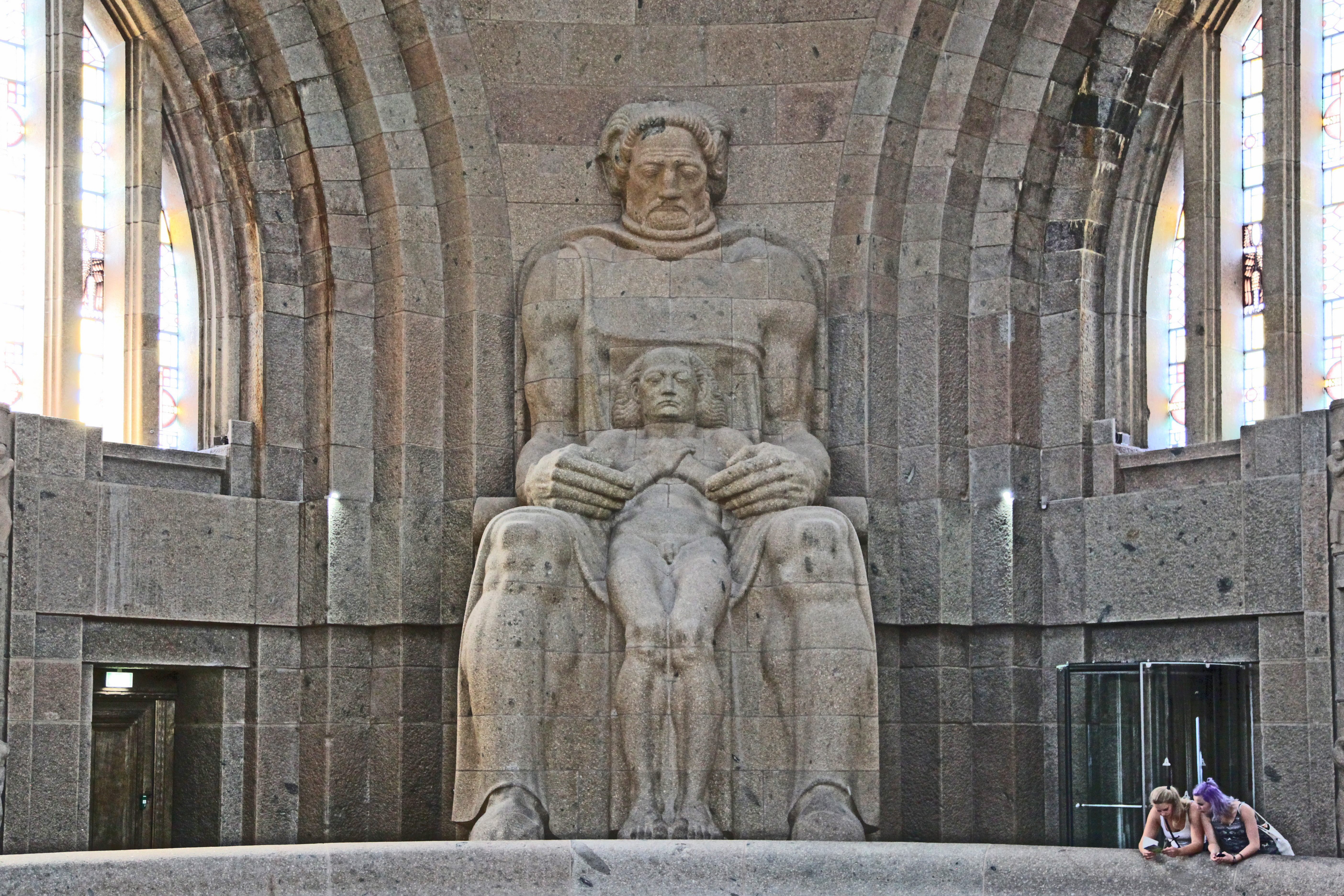
Glaubensstärke

### Daten
Nach dem Plakat im Fundament des Völkerschlachtdenkmals
- Bauzeit: 15 Jahre
- Höhe: 91 m
- Höhe der Kuppelhalle (Innenhöhe): 68 m
- Höhe der St.-Michael-Figur: 19,60 m
- Höhe der Figuren in der Ruhmeshalle: 10 m
- Breite der Reliefwand: 60 m
- Fundamentplatte: 70 m × 80 m × 2 m
- Anzahl der Fundamentpfeiler: 65
- Gesamtzahl der Stufen bis zur Plattform: 500
- Fußbreite: 126 m
- Länge und Breite des Wasserbeckens: 162 m × 79 m
- Wasserfläche des Wasserbeckens: 11.240 m²
- Masse aller baulichen Anlagen: 300 000 t
- Anzahl der verbauten Natursteinblöcke: 26 500
- Menge des verbauten Betons: 120 000 m³
- Kosten: 6 Millionen Mark (39.460.878 Euro)

## Sonstiges

### Verkehrsanbindung
Per zehnminütigem Fußweg ist die S-Bahn-Station „Völkerschlachtdenkmal“ (S1, S2 und S3) zu erreichen; die Haltestellen der Buslinie 70 („An der Tabaksmühle“) bzw. der Straßenbahnlinien 2 und 15 („Völkerschlachtdenkmal“) sind näher gelegen. Im Vorfeld des Denkmals befindet sich ein P+R-Parkplatz. Der Hop-on-Hop-off-Sightseeing-Busverkehr macht hier Halt.

### Straße der Monumente
Seit 2008 gehört das Völkerschlachtdenkmal zur Straße der Monumente, ein auf Initiative des Stadtgeschichtlichen Museums Leipzig gegründetes Netzwerk deutscher Denkmale und Erinnerungsorte. Ziel des Netzwerks ist es, „einstige Brennpunkte der Vergangenheit enger [zu] vernetzen und als Gesamtheit stärker erfahrbar [zu] machen.“

### Musik
Das Völkerschlachtdenkmal besitzt einen eigenen Chor, der regelmäßig Konzerte im Denkmal gibt. Außerdem werden Orgelkonzerte an einer Digitalorgel veranstaltet. Die Akustik des Denkmals, das insbesondere die Obertöne reflektiert und verstärkt, ist einzigartig. Der Nachhall kann mehr als 10 Sekunden betragen. Auch im Rahmen des alljährlich in Leipzig stattfindenden Wave-Gotik-Treffens werden Konzerte in der Krypta des Denkmals veranstaltet.

### Freimaurer
In unregelmäßigen Abständen veranstaltet die in Leipzig ansässige Freimaurerloge Minerva zu den drei Palmen anlässlich der Leipziger Buchmesse die sogenannte Leipziger Buchloge in den Fundamentkatakomben des Völkerschlachtdenkmals.

### Briefmarken
Das Völkerschlachtdenkmal war mehrfach Motiv von Briefmarken der Deutschen Post der DDR: in den Jahren 1954 („Tag der Briefmarke“), 1969 („V. Deutsches Turn- und Sportfest, Leipzig“) und 1988 („Leipziger Herbstmesse“). Am 10. Oktober 2013 gab die Deutsche Post AG eine Sonderbriefmarke im Wert von 45 Eurocent zum 100. Jahrestag des Denkmals heraus. Der Entwurf stammt von den Grafikern Astrid Grahl und Lutz Menze aus Wuppertal.